# لان‌اشتاین
شهر لان‌اشتاین (به آلمانی: Lahnstein) در ایالت راینلند-فالتز در کشور آلمان واقع شده‌است.